# Cratere Aethelflaed
Aethelflaed  è un cratere sulla superficie di Venere. Deve il suo nome ad Ethelfleda (in antico inglese Æthelflædi), sovrana anglosassone del IX/X secolo.